# Celadonia vestita
Celadonia vestita is een keversoort uit de familie Callirhipidae. De wetenschappelijke naam van de soort werd in 1834 als Callirhipis vestita gepubliceerd door Francis de Laporte de Castelnau.